# Alessio Deledda
Alessio Deledda (Genzano di Roma, 10 dicembre 1994) è un pilota automobilistico italiano, impegnato nel DTM con il marchio Lamborghini e nel GT World Challenge Europe con l'Audi.

## Carriera

### Inizi
Diversamente da molti altri piloti, Deledda non iniziò la sua carriera nel karting. Nel 2017 partecipò al campionato motociclistico italiano Superstock 600. Solo un anno dopo debuttò in monoposto correndo nella Formula 4 italiana con il team Technorace. Con un diciassettesimo posto all'Autodromo Nazionale di Monza come miglior risultato concluse al 39º posto in campionato. Nella classifica rookie finì sedicesimo con 23 punti.
Nel 2019, Deledda ha iniziato la stagione al campionato invernale Euroformula Open, dove ha corso per il team Campos. Il campionato si svolse interamente sul Circuito Paul Ricard e Deledda concluse le gare all'ottavo e al nono posto. Nello stesso anno, corse anche undici gare dell'Eurocup Formula Renault 2.0 per il team GRS, senza ottenere punti. Nel finale di stagione partecipò al Gran Premio di Macao, concludendo la gara al 25º posto.
Nell'inverno tra il 2019 ed il 2020, Deledda corse nella Formula 3 asiatica con il team Hitech Grand Prix. Con un settimo posto sul circuito internazionale di Chang come miglior piazzamento, finì 15º in campionato con 21 punti. Il pilota italiano partecipò anche alla stagione 2021 dello stesso campionato con il team Pinnacle Motorsport, conquistando un sesto posto come miglior risultato e chiudendo 16º in classifica finale.

### FIA Formula 3
Nel 2019 passò al Campionato FIA di Formula 3 sempre con il team spagnolo, Campos. La stagione fu difficile e Deledda non riuscì a segnare punti, ottenendo un sedicesimo al Paul Ricard come miglior piazzamento. Concluse al 29º posto in classifica, ultimo tra i piloti a correre tutte le gare. Nonostante ciò, fu confermato dal team anche per la stagione 2020, al fianco di Alex Peroni e Sophia Flörsch. Per la seconda stagione consecutiva non riuscì a far segnare punti, con due ventesimi posti come migliori piazzamenti. Chiuse al 34º posto in classifica, ancora una volta ultimo tra i piloti a correre ogni gara.

### FIA Formula 2
Il 22 gennaio 2021 fu annunciato l'ingaggio di Deledda e del connazionale Matteo Nannini dal team HWA Racelab per partecipare al Campionato FIA di Formula 2 2021 Al secondo round della stagione a Monaco, Deledda qualificò in ultima posizione con un tempo di 6,8 secondi più lento rispetto al poleman Théo Pourchaire. Nonostante fosse oltre il tempo limite del 107%, gli fu dato il permesso di iniziare le gare dal 22º e ultimo posto in griglia. Concluse la stagione al 25º posto in classifica senza ottenere punti.

### Endurance e GT
Nel 2022 lascia le corse in monoposto per partecipare al campionato Deutsche Tourenwagen Masters. Deledda con la Lamborghini Huracán GT3 Evo del team Grasser Racing Team riesce nel ultima corsa al Hockenheimring di arrivare decimo e conquistare il suo primo punto nella serie.
Deledda per la stagione 2023 rimane nella serie con il team SSR Performance, sempre guidando per il marchio italiano. Inoltre, sempre con la Lamborghini Huracán GT3 Evo, prende parte alla 24 Ore di Daytona, mentre con l'Audi R8 LMS Evo II partecipa alla GT World Challenge Europe.
Nel 2024 prese parte al International GT Open guidando la Lamborghini Huracán GT3 Evo 2 del Oregon Team insieme a Jordan Pepper.

## Controversie
Il 26 novembre 2020, Deledda suscitò scalpore dopo aver pubblicato diversi video sul suo profilo Instagram di se stesso mentre sfrecciava su un'autostrada vicino a Pomezia, nel Lazio. In uno dei video lo si vede sorpassare molte auto durante un ingorgo, in un altro ha filmato il tachimetro della propria auto mostrare i 300 km/h. Un terzo video lo mostrava alla guida di una Lamborghini Urus su una strada pubblica con una mano sul volante, raggiungendo nuovamente i 200 km/h durante la guida. Deledda venne criticato dall'ex pilota di Formula 1 Giedo van der Garde e da altre personalità di spicco della F1.
Il 27 novembre Deledda pubblicò una dichiarazione in italiano sul suo account Twitter dicendo di essere dispiaciuto che il video fosse stato associato al suo nome e che il suo intento era e sarà sempre quello di "sensibilizzare" i suoi follower su "simili atti di scelleratezza". Ha continuato dicendo che il suo errore era stato "probabilmente di non specificare che si trattasse di un atto di denuncia".

## Risultati

### Riassunto della carriera
| Stagione | Categoria                                 | Team                   | Gare | Vittorie | Pole | GPV | Podi | Punti | Pos. |
| -------- | ----------------------------------------- | ---------------------- | ---- | -------- | ---- | --- | ---- | ----- | ---- |
| 2018     | F4 Italiana                               | Technorace             | 20   | 0        | 0    | 0   | 0    | 0     | 39º  |
| 2019     | FIA Formula 3                             | Campos Racing          | 16   | 0        | 0    | 0   | 0    | 0     | 29º  |
| 2019     | Euroformula Open Winter Series            | Campos Racing          | 2    | 0        | 0    | 0   | 0    | 6     | 9º   |
| 2019     | Gran Premio di Macao                      | Campos Racing          | 1    | 0        | 0    | 0   | 0    | 0     | 25º  |
| 2019     | Eurocup Formula Renault 2.0               | GRS                    | 11   | 0        | 0    | 0   | 0    | 0     | 24º  |
| 2019     | FIA Central European Zone Circuit - F3    | N/A                    | 2    | 1        | 0    | 0   | 2    | 43    | 4º   |
| 2019–20  | F3 Asiatica                               | Hitech Grand Prix      | 15   | 0        | 0    | 0   | 0    | 21    | 15º  |
| 2020     | FIA Formula 3                             | Campos Racing          | 18   | 0        | 0    | 0   | 0    | 0     | 34º  |
| 2020     | Lamborghini Super Trofeo Europe - Pro Cup | VS Racing              | 2    | 0        | 0    | 0   | 0    | 4     | 20º  |
| 2021     | FIA Formula 2                             | HWA Racelab            | 15   | 0        | 0    | 0   | 0    | 0     | 25º  |
| 2021     | F3 Asiatica                               | Pinnacle Motorsport    | 15   | 0        | 0    | 0   | 0    | 9     | 15º  |
| 2022     | DTM                                       | Grasser Racing Team    | 16   | 0        | 0    | 0   | 0    | 1     | 26º  |
| 2023     | 24 Ore di Daytona                         | NTE Sport              | 2    | 0        | 0    | 0   | 0    | -     | NC   |
| 2023     | DTM                                       | Grasser Racing Team    | 16   | 0        | 0    | 0   | 0    | 0     | 32°  |
| 2023     | GT World Challenge Europe Sprint Cup      | Tresor Attempto Racing | 2    | 0        | 0    | 0   | 0    | 0     | NC   |
| 2023     | GT World Challenge Europe Endurance Cup   | Tresor Attempto Racing | 2    | 0        | 0    | 0   | 0    | 6     | 19°  |
| 2024     | International GT Open                     | Oregon Team            | 5    | 1        | 0    | 0   | 2    | 45*   |      |
| 2024     | Campionato Italiano GT - Endurance        | Imperiale Racing       |      |          |      |     |      | *     |      |

* Stagione in corso.

### Formula 3
| Stagione | Team          | 1    | 2    | 3    | 4    | 5   | 6   | 7    | 8    | 9    | 10   | 11  | 12  | 13  | 14  | 15  | 16  | 17  | 18  | Punti | Pos. |
| -------- | ------------- | ---- | ---- | ---- | ---- | --- | --- | ---- | ---- | ---- | ---- | --- | --- | --- | --- | --- | --- | --- | --- | ----- | ---- |
| 2019     | Campos Racing | CAT  | CAT  | LEC  | LEC  | RBR | RBR | SIL  | SIL  | HUN  | HUN  | SPA | SPA | MNZ | MNZ | SOC | SOC |     |     | 0     | 29º  |
| 2019     | Campos Racing | Rit  | 23   | 16   | 23   | 25  | 24  | Rit  | 25   | 24   | 26   | 28  | 20  | 23  | 25  | 21  | 22  |     |     | 0     | 29º  |
| 2020     | Campos Racing | RBR1 | RBR1 | RBR2 | RBR2 | HUN | HUN | SIL1 | SIL1 | SIL2 | SIL2 | CAT | CAT | SPA | SPA | MNZ | MNZ | MUG | MUG | 0     | 34º  |
| 2020     | Campos Racing | 29   | 20   | 27   | 21   | 20  | 23  | 23   | 28   | 25   | Rit  | 28  | Rit | Rit | 23  | 23  | 22  | 25  | 26  | 0     | 34º  |

### Formula 2
| Stagione | Team        | 1   | 2   | 3   | 4   | 5   | 6   | 7   | 8   | 9   | 10  | 11  | 12  | 13  | 14  | 15  | 16  | 17  | 18  | 19  | 20  | 21  | 22  | 23  | 24  | Punti | Pos. |
| -------- | ----------- | --- | --- | --- | --- | --- | --- | --- | --- | --- | --- | --- | --- | --- | --- | --- | --- | --- | --- | --- | --- | --- | --- | --- | --- | ----- | ---- |
| 2021     | HWA Racelab | BHR | BHR | BHR | MON | MON | MON | BAK | BAK | BAK | SIL | SIL | SIL | MNZ | MNZ | MNZ | SOC | SOC | SOC | JED | JED | JED | YMC | YMC | YMC | 0     | 25º  |
| 2021     | HWA Racelab | 18  | Rit | Rit | 18  | 12  | 17  | Rit | 15  | 19  | Rit | Rit | 22  | 13  | 19  | Rit | 18  | C   | 17  | Rit | Rit | 20  | 18  | Rit | 19  | 0     | 25º  |

### Risultati completi DTM
(legenda) (Le gare in grassetto indicano la pole position) (Le gare in corsivo indicano Gpv)
| Anno | Team                | Vettura                     | 1   | 2   | 3   | 4   | 5   | 6   | 7   | 8   | 9   | 10  | 11  | 12  | 13  | 14  | 15  | 16  | Punti | Pos. |
| ---- | ------------------- | --------------------------- | --- | --- | --- | --- | --- | --- | --- | --- | --- | --- | --- | --- | --- | --- | --- | --- | ----- | ---- |
| 2022 | Grasser Racing Team | Lamborghini Huracán GT3 Evo | POR | POR | LAU | LAU | IMO | IMO | NOR | NOR | NÜR | NÜR | SPA | SPA | RBR | RBR | HOC | HOC | 1     | 26º  |
| 2022 | Grasser Racing Team | Lamborghini Huracán GT3 Evo | 22  | 23  | 19  | 21  | 22  | 16  | Rit | 18  | 20  | 17  | 20  | 18  | 21  | 21  | Rit | 10  | 1     | 26º  |
| 2023 | Grasser Racing Team | Lamborghini Huracán GT3 Evo | OSC | OSC | ZAN | ZAN | NOR | NOR | NÜR | NÜR | LAU | LAU | SAC | SAC | RBR | RBR | HOC | HOC | 0     | 32°  |
| 2023 | Grasser Racing Team | Lamborghini Huracán GT3 Evo | 19  | 20  | 24  | Rit | 19  | Rit | Rit | SQ  | Rit | 19  | 21  | 18  | Rit | 22  | Rit | Rit | 0     | 32°  |

### Risultati 24 ore di Daytona
| Anno | Team      | Co-piloti                           | Auto                          | Classe | Giri | Pos. | Pos Cat. |
| ---- | --------- | ----------------------------------- | ----------------------------- | ------ | ---- | ---- | -------- |
| 2023 | NTE Sport | Kerong Li Jaden Conwright Don Yount | Lamborghini Huracán GT3 Evo 2 | GTD    | 61   | Rit  | Rit      |

### International GT OPEN
| Stagione | Team        | Auto                          | 1   | 2   | 3   | 4   | 5   | 6   | 7   | 8   | 9   | 10  | 11  | 12  | 13  | 14  | Punti | Pos. |
| -------- | ----------- | ----------------------------- | --- | --- | --- | --- | --- | --- | --- | --- | --- | --- | --- | --- | --- | --- | ----- | ---- |
| 2024     | Oregon Team | Lamborghini Huracán GT3 Evo 2 | POR | POR | HOC | HOC | SPA | HUN | HUN | LEC | LEC | RBR | RBR | CAT | CAT | MNZ | 86*   |      |
| 2024     | Oregon Team | Lamborghini Huracán GT3 Evo 2 | 11  | 21  | 1   | 5   | 2   | 7   | 7   | 5   | 3   | 1   | 9   |     |     |     | 86*   |      |

* Stagione in corso.